# Die sanften Kontrolleure
Die sanften Kontrolleure. Wie Sozialarbeiter mit Devianten umgehen ist ein Buch von Helge Peters und Helga Cremer-Schäfer aus dem Jahr 1976. Es wird zu den Schlüsselwerken der Kritischen Kriminologie gezählt. Hauptaussage des Buches ist, dass Sozialarbeiter zwar soziale Kontrolle ausüben, aber wenig zur Kriminalisierung ihrer Adressaten beitragen. Die Fragestellung ergab sich aus der, in der Kritischen Kriminologie der 1970er Jahre dominierenden, interaktionistischen Perspektive (Etikettierungsansatz), nach der die Instanzen der Sozialarbeit gerade das produzierten, was sie zu verhindern vorgaben. Außerdem verstanden die Autoren ihre These als Gegenargument zur marxistischen Position, nach der die Sozialarbeit eine Agentur des Kapitals sei.
Cremer-Schäfer und Peters beobachteten über mehrere Wochen die Klientenkontakte von 18 Fachkräften der Erziehungshilfe und Jugendgerichtshilfe in zwei Städten unterschiedlicher Bundesländer. Sie kamen zum Ergebnis, dass das Selbstbild von Sozialarbeitern von Eigenschaften wie Toleranz, Einfühlsamkeit und Altruismus geprägt und nicht mit der Zuschreibung von Schuld vereinbar war. Ihre soziale Kontrolle bestehe darin, den Adressaten davon zu überzeugen, dass Verhaltensänderungen in seinem eigenen Interesse seien. 
Christiane Schlepper weist darauf hin, dass die zentralen Annahmen des Buches mehr als 40 Jahre später keine uneingeschränkte Gültigkeit mehr besitzen. Das Mandat sozialer Arbeit habe sich zu mehr Kontrolle verschoben und diene unter postwohlfahrtsstaatlichen Bedingungen auch eher den Kapitalinteressen.